# Eysenhardtia punctata
Eysenhardtia punctata är en ärtväxtart som beskrevs av Francis Whittier Pennell. Eysenhardtia punctata ingår i släktet Eysenhardtia och familjen ärtväxter. Inga underarter finns listade i Catalogue of Life.